# Élection présidentielle géorgienne de 1992
L’élection présidentielle géorgienne de 1992 s’est tenu le 11 octobre 1992. Elle voit la victoire du seul candidat à cette élection : Edouard Chevardnadze avec 97,92 % des suffrages exprimés. Cette élection s’est tenue sous la forme d’un referendum « pour » ou « contre » la présidence par intérim jusqu’à la prochaine élection de Chavardnadze.

## Contexte
En 1992, la Géorgie traverse une période de grande instabilité politique et sociale, marquée par des luttes internes et des conflits ethniques. Ce climat chaotique est en grande partie la conséquence de l’effondrement de l’Union soviétique  en 1991, qui laisse la jeune république géorgienne sans structures solides pour gérer sa transition vers l’indépendance.
Le président Zviad Gamsakhourdia, élu démocratiquement en 1991, devient rapidement une figure controversée. Bien qu’il incarne les aspirations nationalistes géorgiennes, sa gouvernance autoritaire suscite de vives critiques. Gamsakhourdia limite les libertés d’expression, réprime l’opposition et ne parvient pas à établir un consensus politique dans un pays divisé. Ces pratiques, combinées à la crise économique post-soviétique et aux tensions sociales, alimentent un mécontentement généralisé. En décembre 1991, une coalition de milices armées et de factions politiques organise un Coup d'État contre Gamsakhourdia, le contraignant à fuir.
Pendant ce temps, la Géorgie fait face à des tensions ethniques croissantes, notamment en Abkhazie, une région semie-autonome où les élites locales revendiquent une indépendance totale. Ces revendications trouvent un appui auprès de la Russie, qui voit une opportunité de maintenir son influence dans le Caucase. En août 1992, le gouvernement géorgien lance une opération militaire en Abkhazie pour rétablir son autorité. Cette intervention marque le début d’une guerre sanglante entre les forces géorgiennes et les milices abkhazes, soutenues par des mercenaires et l’armée russe. L’ONU est contrainte d’intervenir pour éviter une défaite géorgienne et une hausse de l’influence russe dans la régionLe conflit est marqué par des massacres, un nettoyage ethnique et le déplacement forcé de centaines de milliers de Géorgiens hors d’Abkhazie.
Ces événements, couplés au coup d’État contre Gamsakhourdia, plongent la Géorgie dans une période d’instabilité qui marque durablement son histoire contemporaine.

## Élection

### Type d’élection
Au vu du contexte semblable à une guerre civile et à la fuite du président, est organisée une élection atypique, sous la forme d’un referendum « pour » ou « contre » la présidence par intérim jusqu’à la prochaine élection de Chevardnadze. Il n’y a donc qu’un candidat.

### Résultats
| Inscrits                 | Inscrits                 | Inscrits                 | 3 471 866 |             |  |  |
| Abstentions              | Abstentions              | Abstentions              | 896 669   | 25,83 %     |  |  |
| Votants                  | Votants                  | Votants                  | 2 575 197 | 74,17 %     |  |  |
|                          |                          |                          |           |             |  |  |
| Bulletins enregistrés    | Bulletins enregistrés    | Bulletins enregistrés    | 2 575 197 |             |  |  |
| Bulletins blancs ou nuls | Bulletins blancs ou nuls | Bulletins blancs ou nuls | 50 402    | 1,96 %      |  |  |
| Suffrages exprimés       | Suffrages exprimés       | Suffrages exprimés       | 2 524 795 | 98,04 %     |  |  |
|                          |                          |                          |           |             |  |  |
|                          | Candidat                 | Parti                    | Suffrages | Pourcentage |  |  |
|                          | Edouard Chevardnadze     | Indépendant              | 2 472 345 | 97,92 %     |  |  |

Chevardnadze est largement approuvé par la population avec un taux de participation de 74,14 %